# Митниця (Обухівський район)
Ми́тниця — село у Васильківській міській громаді , в Обухівському районі Київської області в Україніі.
Назва походить від митниці на польсько-російському кордоні, яка була розташована в селі.
Населення становить 779 осіб. Село розташоване в безпосередній близькості від траси E95, з якою збігається М05. Поблизу є транспортна розв'язка, що веде на трасу Р19.
Відстань до райцентру становить понад 42 км. У селі є пам'ятка археології: тут закінчується одна з гілок Змієвих валів.

## Географія
У селі бере початок річка Барахтянка, права притока Стугни.

## Історія
Митниця виникла в XVII ст. Після укладення «Вічного миру» на кордоні між Росією і Річчю Посполитою відкрито митницю, де брали мито за товари, що їх ввозили в межі Російської держави. Звідси й походить назва села.
Біля Митниці є два кургани і проходить один із Змієвих валів (тепер називається Митницьким). Понад 100 років по цьому валу проходив кордон між Росією та землями, якими володіла Польща.
За бойові заслуги на фронтах Німецько-радянської війни 67 жителів села нагороджено орденами й медалями СРСР, серед них Іван Сергійович Тонковид, нагороджений орденом Слави трьох ступенів.
У Митниці була центральна садиба колгоспу ім. Леніна, що мав 1467,2 га землі, у тому числі 1104 га орної. Вирощувалася пшениця, кукурудза, овочі, цукрові буряки. Розвинуте молочне тваринництво, свинарство і птахівництво. За успіхи в розвитку колгоспного виробництва 167 осіб нагороджено орденами й медалями Радянського Союзу, у тому числі орденом Леніна — ланкову А. І. Сороку.
У селі є школа, клуб, бібліотека.
Церква св. Миколая була збудована 1780 р. старанням парафіян. Метричні книги, клірові відомості, сповідні розписи церкви св. Миколая с. Митниця (приписні прис. Порадів, Руликів) Ксаверівської волості Васильківського пов. Київської губ. зберігаються в ЦДІАК України.
На території села Митниця розташовані два кургани, що збереглися від часів козаччини.
На початку XIX століття на краю села була корчма, в якій зупинявся Тарас Григорович Шевченко.

## Населення

### Мова
Розподіл населення за рідною мовою за даними перепису 2001 року:
| Мова       | Кількість | Відсоток |
| ---------- | --------- | -------- |
| українська | 757       | 97.18%   |
| російська  | 17        | 2.18%    |
| вірменська | 5         | 0.64%    |
| Усього     | 779       | 100%     |

## Люди
У селі народилася Питель Марія Яремівна (нар. 1928) — художниця тканин.